# شارلوت واکر (سیاستمدار)
شارلوت واکر (انگلیسی: Charlotte Walker؛ زادهٔ ۳ مه ۲۰۰۴) سیاستمدار اهل استرالیا است که در انتخابات فدرال ۲۰۲۵ به عنوان سناتور استرالیای جنوبی از حزب کارگر استرالیا انتخاب شد. او با داشتن ۲۱ سال در روز برگزاری انتخابات، جوان‌ترین سناتور در تاریخ استرالیا خواهد بود. دورهٔ شش سالهٔ نمایندگی او از ۱ ژوئیهٔ ۲۰۲۵ آغاز می‌شود.

## اوایل زندگی و تحصیلات
شارلوت واکر در ۳ مه ۲۰۰۴ به دنیا آمد و در یانکالیلا، استرالیای جنوبی بزرگ شد. او در کالج اینوستیگیتر در ویکتور هاربور تحصیل کرد.

## حرفه
پس از اتمام دبیرستان، واکر توسط لئون بیگنل، رئیس مجلس نمایندگان ایالت، برای کار پاره‌وقت در دفتر انتخاباتی‌اش جذب شد. واکر اکنون در آدلاید زندگی می‌کند.
واکر که ریاست شاخهٔ جوانان حزب کارگر در استرالیای جنوبی را برعهده داشت، پیش از انتخابات برای اتحادیه خدمات استرالیا کار می‌کرد. او برای جایگاه سوم در فهرست سنای حزب کارگر در استرالیای جنوبی، که معمولاً شانسی برای پیروزی ندارد، پیش‌گزین شد اما با توجه به نوسان بزرگ آرا به سوی حزب، موفق به کسب کرسی در سنا شد. واکر به جناح چپ حزب کارگر وابسته است.
در آستانهٔ انتخابات، واکر ویدئوهایی در اینستاگرام منتشر می‌کرد که در آن‌ها هنگام آرایش کردن دربارهٔ سیاست‌های حزب کارگر صحبت می‌کرد، بازی ماینکرفت را استریم می‌کرد و با دیگر اعضای جوان حزب در خیابان مصاحبه می‌کرد.
محورهای اصلی کمپین انتخاباتی او شامل دسترسی به آموزش، کاهش بدهی‌های وام‌های دانشجویی و هزینه‌های زندگی بود. او همچنین همراه با دیگر نامزدهای حزب کارگر در استرالیای جنوبی، از جمله لوئیز میلر-فراست، پنی وانگ و ماریل اسمیت، در کارزارهای تبلیغاتی شرکت کرد.
واکر موفق به کسب کرسی در سنا شد و با ۲۱ سال سن در روز انتخابات، عنوان جوان‌ترین سناتور تاریخ استرالیا را از آن خود کرد. رکورد پیشین متعلق به جردن استیل-جان از حزب سبزها در استرالیای غربی بود که در سال ۲۰۱۷ در سن ۲۳ سالگی به سنا راه یافت.